# 腊戍战役
腊戍战役是三兄弟联盟及其盟友发动的攻势，目的是占领掸邦北部城市腊戍，该城市是缅军东北司令部总部所在地。在中国调解的1027行动停火协议破裂后，腊戍被反政府武装围困。

## 背景
在1027行动的第一阶段，三兄弟同盟占领了腊戍周围的几个城镇，包括兴威、南渡和贵概。他们还控制了腊戍和曼德勒之间的道路，切断了该城市除空中以外的增援。自2024年1月29日起，缅甸民族民主同盟军开始驻扎在距腊戍9英里的云乃。包围腊戍后，军政府军队摧毁了几座通往该市的桥梁，试图阻止三兄弟同盟进一步推进。虽然这座城市似乎是老街陷落后抵抗运动的主要目标，但掸邦北部的冲突因中国斡旋停火而停止。
2024年6月下旬，三兄弟联盟成员德昂民族解放军针对军政府涉嫌违反停火的行为发动袭击，导致停火协议破裂。三兄弟联盟控制了腊戍至曼德勒路上的皎梅和瑙丘，进一步巩固了包围圈。7月2日，该联盟的另一成员缅甸民族民主同盟军加入攻势，与德昂军一起攻击腊戍周围的军政府阵地。军方以空袭和狂轰滥炸的方式回应袭击。随着战斗逼近市区，士兵家属被疏散，数千名平民逃离战区。

## 战斗
7月5日，缅甸民族民主同盟军进攻并占领了腊戍郊区南榜村附近的缅军营地。
7月6日，三兄弟联盟开始向该市推进，炮击并使用无人机轰炸了该市内的军政府总部。
7月14日，缅甸民族民主同盟军宣布暂停行动四天，以避免干扰正在进行的中国共产党第二十届中央委员会第三次全体会议。然而，尽管单方面停火，冲突仍在继续。7月17日，反军政府部队占领了腊戌城外的军队检查站，迫使士兵撤退到该市。
7月23日，同盟军占领了腊戌北部的第68步兵团營地，俘虏了317名战俘，其中包括1名中校、2名少校和5名上尉。
2024年7月25日，同盟军声称已控制了该市内的军政府东北军区司令部，这是首次落入同盟军手中，但遭到军政府的否认。三兄弟联盟报告说，抵抗部队只需占领该市剩下的几个军事据点。
7月26日，军政府命令其剩余官员离开腊戌，因为同盟军横扫了剩余的抵抗力量。当天上午，腊戌汽车旅馆、腊戌大学和万寿塔周围仍在发生冲突。同一天，同盟军占领了阿瓦银行分行和腊戍医院。晚7点30分，缅甸民族民主同盟军声称占领腊戌最后一座收费站——贺北收费站。
7月27日，冲突仍在继续。鉴于仍有20%的平民仍被困在该市，交战双方开辟人道主义通道。当天，同盟军占领了第 41 营基地、第 912 工兵营基地以及一个收费站。
7月28日，同盟军在占领腊戌监狱后释放了200名政治犯，其中包括原人民院副议长、全国民主联盟中央委员吞吞罕。
7月30日，同盟军伏击了一支来自当阳的军政府车队，该车队原本打算向腊戍补给，据报道造成 50 多名士兵死亡。 同一天，同盟军占领了腊戍机场候机厅。
8月1日，三兄弟联盟袭击了东北军区司令部，双方发生激烈冲突并造成人员伤亡。此时，司令部只剩下大约400名士兵。同一天，同盟军占领了第 626 补给和后勤营，并缴获了车辆若干。
8月2日，三兄弟联盟袭击了腊戍的军事医院，并有未经证实的报道称一些病人和工作人员被杀。
8月3日，同盟军占领东北军区司令部并升起军旗。
8月8日，同盟軍政治部工作組在弄曼至臘戌路段及貨北、雲乃城區的重要地標上升起了緬甸聯邦第一特區區旗以及緬甸民族民主同盟軍軍旗。

### 佤邦联合军介入
7月27日晚，数百名佤联军战士进入腊戍，保护他们在该城市的对外关系办公室和财产。他们与双方进行了沟通并重申了中立态度。

## 余波
据报道，自腊戌被缅甸民族民主同盟军占领后，缅甸空军开始对起占领区发动一系列的空袭行动。10月14日，缅甸空军用战斗机向云乃村投下七枚炸弹，造成造成包括一名妇女在内的四人死亡；10月25日，腊戍遭到5次轰炸，其中4次针对的是美航村方向。